# Otto Brenneis
Otto Brenneis (* 3. Juli 1900 in Landau in der Pfalz; † 10. Mai 1945 in Heide Schleswig-Holstein) war ein deutscher SS-Hauptsturmführer (1941) und als Verwaltungsführer Leiter der Standortverwaltung in mehreren Konzentrationslagern.

## Leben
Brenneis trat zum 1. Mai 1933 der NSDAP (Mitgliedsnummer 2.789.294) und zum 1. April desselben Jahres der SS bei (SS-Nummer 73.378). Ab 1933 gehörte Brenneis wahrscheinlich zum Lagerpersonal des KZ Dachau. Spätestens 1938 wechselte er als Verwaltungsführer der Standortverwaltung in das KZ Flossenbürg, wo er bis Oktober 1943 eingesetzt war. Anschließend wurde er ebenfalls Verwaltungsführer der Standortverwaltung im KZ Vaivara in Estland und von September 1944 bis April 1945 im KZ-Mittelbau. Die Aufgaben von Brenneis im Verwaltungsbereich umfassten die Beschaffung und Verteilung von Lebensmitteln, Kleidung und Bedarfsmitteln in den Konzentrationslagern. Brenneis war daher mitverantwortlich für die inhumanen Lebensbedingungen der KZ-Häftlinge in den Lagern.
Im Zuge der Evakuierung des KZ Mittelbau soll Brenneis etwa am 10. April 1945 im KZ Bergen-Belsen angekommen sein. Noch vor der Übernahme des KZ Bergen-Belsen durch die britische Armee soll sich Brenneis abgesetzt haben und am 10. Mai 1945 bei Kampfhandlungen in Heide als Divisionskommandeur der SS-Panzer-Abteilung 11 (IVa) "Hermann von Salza" gefallen sein.
Von der Liste der Beschuldigten zum Nordhausen-Hauptprozess wurde Brenneis gemeinsam mit drei weiteren Beschuldigten auf Antrag der Vertreter der Anklage gestrichen. Das Amtsgericht Neustadt erklärte Brenneis 1959 für tot.